# Glenn T. Seaborg Award for Nuclear Chemistry
Der Glenn T. Seaborg Award for Nuclear Chemistry ist ein von der American Chemical Society im Andenken an Glenn T. Seaborg seit 1955 jährlich verliehener Preis für Kernchemie. Er ist an keine Nationalität gebunden.

## Preisträger
- 1955 Henry Taube
- 1956 Willard F. Libby
- 1957 Melvin Calvin
- 1958 Jacob Bigeleisen
- 1959 John E. Willard
- 1960 Charles D. Coryell
- 1961 Joseph J. Katz
- 1962 Truman P. Kohman
- 1963 Martin D. Kamen
- 1964 Isadore Perlman
- 1965 Stanley G. Thompson
- 1966 Arthur C. Wahl
- 1967 Gerhart Friedlander
- 1968 Richard L. Wolfgang
- 1969 George E. Boyd
- 1970 Paul R. Fields
- 1971 Alfred P. Wolf
- 1972 Anthony L. Turkevich
- 1973 Albert Ghiorso
- 1974 Lawrence E. Glendenin
- 1975 John R. Huizenga
- 1976 John O. Rasmussen
- 1977 Glen E. Gordon
- 1978 Paul K. Kuroda
- 1979 Raymond Davis junior
- 1980 Arthur M. Poskanzer
- 1981 Robert Vandenbosch
- 1982 Leo Yaffe
- 1983 Darleane C. Hoffman
- 1984 Joseph Cerny
- 1985 Gregory R. Choppin
- 1986 Victor E. Viola
- 1987 Ellis P. Steinberg
- 1988 Günter Herrmann
- 1989 Ronald D. Macfarlane
- 1990 Michael J. Welch
- 1991 John M. Alexander
- 1992 Robert N. Clayton
- 1993 Richard M. Diamond
- 1994 E. Kenneth Hulet
- 1995 Joseph B. Natowitz
- 1996 William D. Ehmann
- 1997 Peter Armbruster
- 1998 Raymond K. Sheline
- 1999 Karl-Ludwig Kratz
- 2000 Richard L. Hahn
- 2001 William B. Walters
- 2002 Joanna S. Fowler
- 2003 Demetrios G. Sarantites
- 2004 Donald G. Fleming
- 2005 Luciano G. Moretto
- 2006 Steven W. Yates
- 2007 Norbert G. Trautmann
- 2008 Romualdo de Souza
- 2009 Kenton J. Moody
- 2010 Lee G. Sobotka
- 2011 David J. Morrissey
- 2012 Silvia S. Jurisson
- 2013 Richard G. Haire
- 2014 Walter Loveland
- 2015 Heino Nitsche[3]
- 2016 E. Philip Horwitz
- 2017 David L. Clark
- 2018 Suresh C. Srivastava
- 2019 Thomas E. Albrecht-Schmitt
- 2020 Sue B. Clark
- 2021 Sherry J. Yennello
- 2022 Carolyn J. Anderson
- 2023 Jason S. Lewis
- 2024 Kenneth L. Nash
- 2025 ManYee Betty Tsang[4]
- 2026 Henry F. VanBrocklin[5]